# Паганини, Алексия
Алексия Паганини (фр. Alexia Paganini, род. 15 ноября 2001, Гринуич, США) — швейцарская фигуристка, выступающая в одиночном катании. Трёхкратная чемпионка Швейцарии (2018—2020), серебряный призёр Небельхорн Трофи (2020) и участница Олимпийских игр (2018).
По состоянию на 15 января 2022 года занимает 20-е место в рейтинге Международного союза конькобежцев.

## Биография
Алексия Паганини родилась 15 ноября 2001 года в Гринуиче, штат Коннектикут, США. Имеет американское и швейцарское гражданство. Отец — Селсо Паганини — выходец из Брусио, а мать родом из Нидерландов, прожила десять лет в швейцарском Санкт-Морице. Старший и младший братья — Кевин и Марио занимаются хоккеем. В свободное время увлекается плаванием, сноубордингом, горными лыжами и кулинарией.

## Карьера

### Ранние годы
Паганини начала кататься на коньках в два года. В течение нескольких лет занималась в Академии фигурного катания в Уэстчестере под руководством Джильберто Виаданы. Алексия представляла США на двух международных соревнованиях. В апреле 2016 года выиграла золотую медаль юниорского турнира в Италии. Позже стала шестой на Гран-при среди юниоров во Франции.
В январе 2017 года заняла пятое место на чемпионате США среди юниоров. В том же году приняла решение выступать за Швейцарию по предложению своего тренера Игоря Крокавеца. Швейцарская федерация фигурного катания выразила к этому интерес и вскоре связалась с Паганини.

### Олимпийские игры
В августе 2017 года впервые выступила за Швейцарию на турнире Slovenia Open, где после короткой программы занимала третьей место, но воспользовавшись падениями конкуренток в произвольной программе, завоевала золотую медаль. Через месяц отправилась на турнир Небельхорн Трофи, который являлся отборочным к Олимпийским играм 2018. Совершив помарку на каскаде, Паганини заняла промежуточное шестое место в короткой программе. Справившись с нервами стала третьей в произвольной программе, что позволило завоевать бронзовую медаль с преимуществом всего в 0,13 балла над ставшей четвёртой фигуристкой из Германии Натали Вайнцирль.
Благодаря успешному выступлению на Небельхорне Алексия принесла команде Швейцарии квоту на Игры. В декабре Олимпийский комитет Швейцарии подтвердил, что именно Паганини будет представлять страну на Олимпиаде в Южной Корее. Чисто исполнив обе программы, финишировала седьмой на чемпионате Европы 2018, который проходил на льду московской арены «Мегаспорт». В феврале 2018 года Паганини приняла участие в Олимпийском турнире. В короткой программе заняла девятнадцатое место, благодаря чему квалифицировалась в финальный сегмент. По сумме двух прокатов опустилась на двадцать первое место. На чемпионате мира 2018 совершила два падения в произвольной программе и показала двадцатый результат.

### Дебют в Гран-при
В новом сезоне стартовала на турнире Autumn Classic 2018, расположившись на восьмой строчке. После завоевала золото на соревновании Halloween Cup. По итогам короткой программы Паганини уступала лишь венгерке Иветт Тот. Воспользовавшись двумя грубыми ошибками соперницы в произвольном прокате, Алексия уверенно финишировала первой. Осенью 2018 года Паганини дебютировала в серии Гран-при. На российском этапе показала третий результат в короткой программе и пятый в произвольной, обновив в обоих прокатах личные рекорды. Вторым этапом стал Гран-при Франции, куда попала по замене вместо травмированной Каролины Костнер. После исполнения двух программ заняла десятое место. 
В декабре 2018 года Алексия во второй раз подряд стала чемпионкой Швейцарии. На чемпионате Европы 2019 получила малую бронзовую медаль за третье место в короткой программе. По сумме двух выступлений опустилась на шестое место. Завершила сезон на чемпионате мира в Японии, где не смогла квалифицироваться в произвольную программу.

## Программы
| Сезон     | Короткая программа | Произвольная программа |
| --------- | --- | --- |
| 2022—2023 | - «The Way You Make Me Feel» Майкл Джексон в исполнении Джудит Хилл - «Dangerous» Майкл Джексон хореография: Адам Шоя | - «Шахерезада» Николай Римский-Корсаков хореография: Николай Морозов                                                          |
| 2021—2022 | - «Summertime» Джордж Гершвин в исполнении Луи Армстронг, Элла Фицджеральд - «Ich Dich Liebe» Макс Колпе, Лотар Олиас, Карл Вибах в исполнении Pink Martini хореография: Николай Морозов - «La cumparsita» в исполнении Мильва | - «Шахерезада» Николай Римский-Корсаков хореография: Николай Морозов                                                          |
| 2020—2021 | - «Caught Out in the Rain» Бет Харт хореография: Саломе Бруннер | - «Поговори с ней» Альберто Иглесиас - «Le Di A la Caza Alcance» Эстрелья Моренте и Майкл Найман хореография: Стефан Ламбьель |
| 2019—2020 | - «Sixteen Tons» в исполнении Лиэнн Раймс - «Бай мир бисту шейн» Шолом Секунда хореография: Миша Ге | - «Ла-Ла Ленд» Джастин Гурвиц - «Jealousy» Jounetsu Tairiku хореография: Дэвид Уилсон                                         |
| 2018—2019 | - «Yo Soy Maria» Астор Пьяццолла, Орасио Феррер | - «Ла-Ла Ленд» Джастин Гурвиц                                                                                                 |
| 2017—2018 | - «Forbidden Love» Абель Коженёвский | - «Phantom Fantasia» Энтони Инглис                                                                                            |
| 2016—2017 | - «На золотом озере» Дейв Грусин | - «Pas de Deux» Пётр Чайковский                                                                                               |
| 2015—2016 | - «The Aquarium» Камиль Сен-Санс | - «Libertango» Астор Пьяццолла                                                                                                |

## Результаты

### За Швейцарию
| Соревнование                             | 17/18         | 18/19         | 19/20         | 20/21         | 21/22         | 22/23         |
| Международные                            | Международные | Международные | Международные | Международные | Международные | Международные |
| ---------------------------------------- | ------------- | ------------- | ------------- | ------------- | ------------- | ------------- |
| Зимние Олимпийские игры                  | 21            |               |               |               | 22            |               |
| Чемпионаты мира                          | 20            | 33            |               | 25            | 19            |               |
| Чемпионаты Европы                        | 7             | 6             | 4             | 10            | 10            |               |
| Этапы Гран-при. Skate Canada             |               |               | 9             |               | WD            |               |
| Этапы Гран-при. Великобритания           |               |               |               |               |               | 9             |
| Этапы Гран-при. Rostelecom Cup           |               | 4             | 7             |               |               |               |
| Этапы Гран-при. Internationaux de France |               | 10            |               |               |               |               |
| Челленджеры. Autumn Classic              |               | 8             | 6             |               |               |               |
| Челленджеры. Finlandia Trophy            |               |               |               |               |               | 5             |
| Челленджеры. Lombardia Trophy            |               |               |               |               | 4             |               |
| Челленджеры. Nebelhorn Trophy            | 3             |               |               | 2             | 4             | WD            |
| Halloween Cup                            |               | 1             |               |               |               |               |
| Slovenia Open                            | 1             |               |               |               |               |               |
| Национальные                             |               |               |               |               |               |               |
| Чемпионат Швейцарии                      | 1             | 1             | 1             |               |               |               |

### За США
| Соревнование                | 15/16                       | 16/17                       |                             |
| Международные среди юниоров | Международные среди юниоров | Международные среди юниоров | Международные среди юниоров |
| --------------------------- | --------------------------- | --------------------------- | --------------------------- |
| Гран-при. Франция           |                             | 6                           |                             |
| Gardena Trophy              | 1                           |                             |                             |
| Национальные среди юниоров  |                             |                             |                             |
| Чемпионат США               |                             | 5                           |                             |